# IC 4473
IC 4473 ist ein interagierendes Galaxienpaar im Sternbild Bärenhüter am Nordsternhimmel.
Entdeckt wurde IC 4473 am 10. Mai 1904 von Royal Harwood Frost.